# كلرفيو (أونتاريو)
كلرفيو، أونتاريو (بالإنجليزية: Clearview) هي مدينة كندية تقع في مقاطعة أونتاريو. تبلغ مساحة هذه المدينة 557.3192 (كم²)، ويبلغ عدد سكانها 14088 نسمة حسب إحصاء سنة 2006 م، بينما كان يسكنها 13796 نسمة في سنة 2001 م. تحتل هذه المدينة المرتبة رقم 269 بين مدن كندا حسب عدد السكان والمرتبة رقم 104 في المقاطعة. نما عدد السكان في هذه المدينة بنسبة (2.1) بين العامين المذكورين.

## أعلام
- بيتر كامبل
- ويليام هربرت بورنس
- ميريل صموئيل تايلور

## وصلات خارجية
- الأطلس الحكومي لكندا
- إحصاءات كندا مع ساعة تعداد السكان نسخة محفوظة 23 مارس 2008 على موقع واي باك مشين.